# Archonte du blattion
L’archonte du blattion désigne dans l'Empire byzantin le fonctionnaire dirigeant les ergodosia, les ateliers d'État où étaient produits les blattia, les étoffes de soie teintes en pourpre.
La fonction d'archonte du blattion est avant tout connue par une série de sceaux datés entre la fin du règne d'Héraclius (entre 632 et 641) et 785-786. Les titulaires de cette charge sont souvent en même temps porteurs d'un autre titre, ergastèriarchès (de 687/688 à 720/729) puis génikos kommerkiarios (de 749/750 à 785/786). Ces sceaux, qui portent au droit le portrait impérial, servent à authentifier la provenance des produits de ces ateliers qui étaient l'objet d'un monopole d'État.
La disparition subite de ces sceaux serait la conséquence des réformes du système entreprises sous le règne d'Irène et de Constantin VI après la destruction des ergodosia dans un incendie en 792. Par la suite, et pour une courte période, les informations portées auparavant sur le sceau auraient été tissées directement dans la pièce de soie, comme en témoignent plusieurs exemples conservés en Occident.